# Westland Welkin
Westland Welkin byl britský výškový stíhací letoun vzniklý v době druhé světové války.
Už v bitvě o Británii si RAF uvědomovala, že v její výzbroji chybí výškový stíhací letoun. Nad Anglií často létala výšková letadla, která beztrestně plnila své úkoly. Byla to zejména průzkumná letadla, například modifikovaný bombardér Junkers Ju 86 ve verzi P-1 (výškový bombardér) a P-2 (výškový průzkumný letoun). Byla tedy vydána směrnice F.4/40, která požadovala výškový stíhací letoun. Nakonec směrnici F.4/40 velení přepracovalo na směrnici F.7/41 a požadovalo její naplnění. Konstrukce Welkinu pocházela z letounu Westland Whirlwind.[zdroj?]

## Konstrukce
Welkin byl velmi elegantní celokovový jednomístný stroj. Byl vybaven plně zatahovacím tříbodovým podvozkem záďového typu. Motory byly umístěny ve dvou motorových gondolách. Do gondol se zasunovala také přední kola. Přetlaková pilotní kabina byla pancéřována a vytápěna. Tlakový systém byl poháněn dmychadlem značky Rotol napojeným na levý motor (Rolls-Royce Merlin 76 nebo 77) poskytující stálý tlak o 24 kPa vyšší než vnější tlak. Vytápění pilotní kabiny nesloužilo jen k pohodlí pilota, ale také zajišťovalo odmražování skel překrytu kabiny. Překryt kabiny byl dvouplášťový, což znamená s distanční mezerou, do které se vháněl teplý vzduch. Přetlaková kabina zajišťovala, aby byl při letu ve výšce 13 700 m v kabině tlak jako při letu v 7 300 m. Čtyři kanóny Hispano Mk V ráže 20 mm byly umístěny ve spodní části přídě pod kabinou. Kanóny měly v zásobě 480 ks nábojů. Welkin vyžadoval důmyslný elektronický systém. Jeho předletovou kontrolu musel provádět specialista vyškolený speciálně na Welkin a kontrola trvala čtyři hodiny.

## Verze
- Welkin Mk.I – jednomístný výškový stíhací letoun

- Welkin NF Mk.II – prototyp dvojmístného nočního stíhacího letounu[2]

## Specifikace

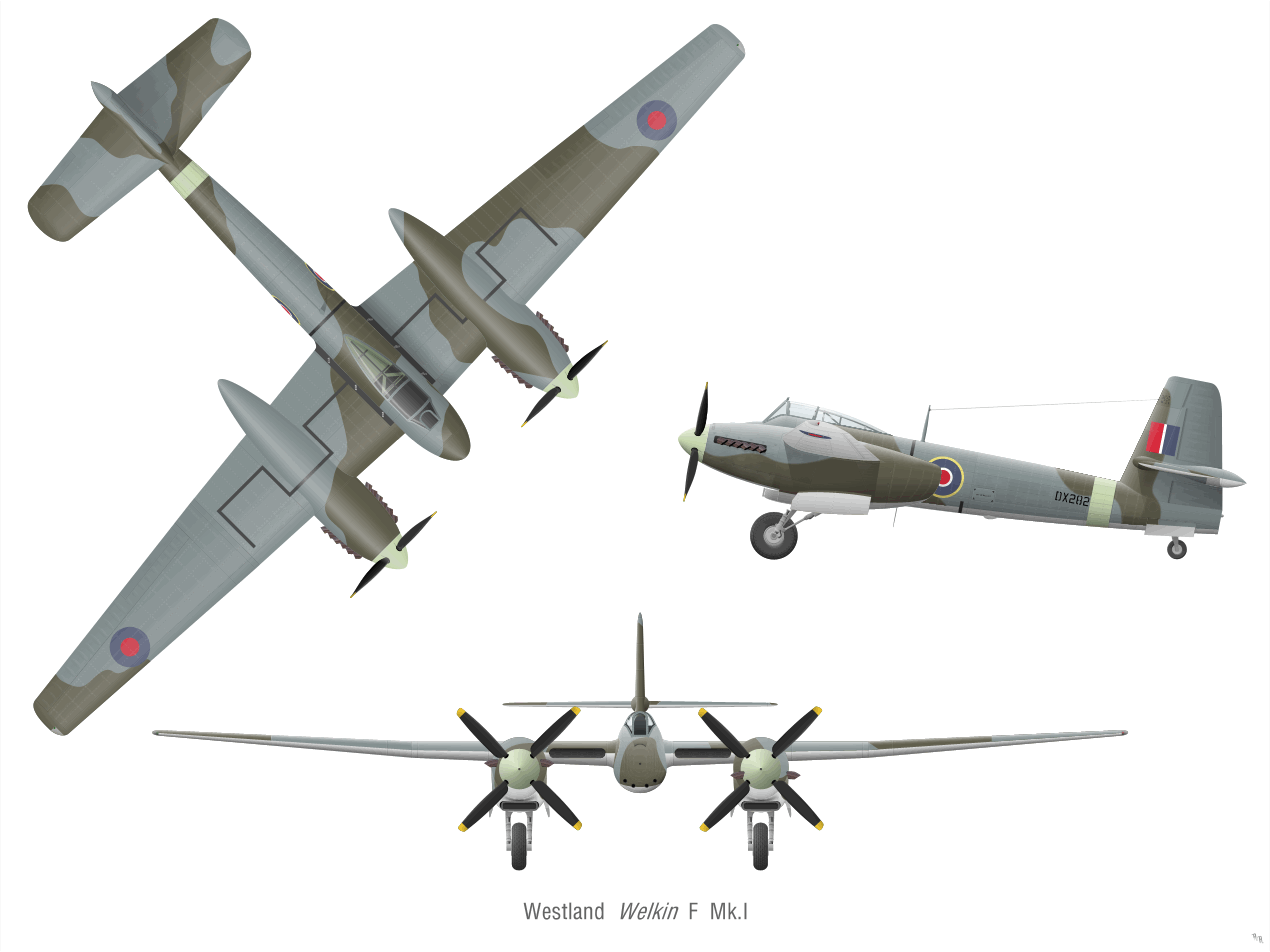
Westland Welkin

### Technické údaje
- Osádka: 1 pilot
- Rozpětí křídel: 21,30 m
- Délka: 12,67 m
- Výška: 4,80 m
- Nosná plocha: 23 m²
- Hmotnost prázdného stroje: 3 768 kg
- Maximální vzletová hmotnost : 5 175 kg
- Pohonná jednotka: 2 x dvanáctiválcový vidlicový motor Rolls-Royce Merlin 76/77
- Výkon motoru: 923 kW

### Výkony
- Maximální rychlost: 625 km/h
- Dostup: 13 400 m
- Dolet: 1 931 km

### Výzbroj
- 4 x kanón Hispano Mk V ráže 20 mm